# Kenzy Ayman
Kenzy Ayman (* 18. März 2004 in Kairo) ist eine ägyptische Squashspielerin.

## Karriere
Kenzy Ayman spielte 2019 erstmals und seit 2021 regelmäßig auf der PSA World Tour und gewann auf dieser bislang vier Titel. Ihre beste Platzierung in der Weltrangliste erreichte sie mit Rang 39 am 20. Mai 2024. Bei den Juniorinnen war ihr größter Erfolg das Erreichen des Halbfinals der Weltmeisterschaft 2022, in dem sie Salma Eltayeb in vier Sätzen unterlag. Bereits im Mai 2022 hatte sie ihr erstes Turnier auf der World Tour in Bermuda gewonnen und sich damit auch für die Weltmeisterschaft der Erwachsenen qualifiziert. Bei der Weltmeisterschaft besiegte sie in der Auftaktrunde Jasmine Hutton, schied in der anschließenden zweiten Runde aber gegen die spätere Weltmeisterin Nour El Sherbini aus. Im November 2022 gehörte Ayman zur ägyptischen Mannschaft, die den Titel bei den Mannschafts-Afrikameisterschaften gewann. Mit der Nationalmannschaft gewann sie außerdem im Juni 2023 den WSF World Cup.

## Erfolge
- Afrikameisterin mit der Mannschaft: 2022
- Gewonnene PSA-Titel: 4